# Sylvain Guintoli
Sylvain Guintoli (Montélimar, 1982. július 24. –) francia motorversenyző.

## Pályafutása

### 250 cm³ világbajnokság

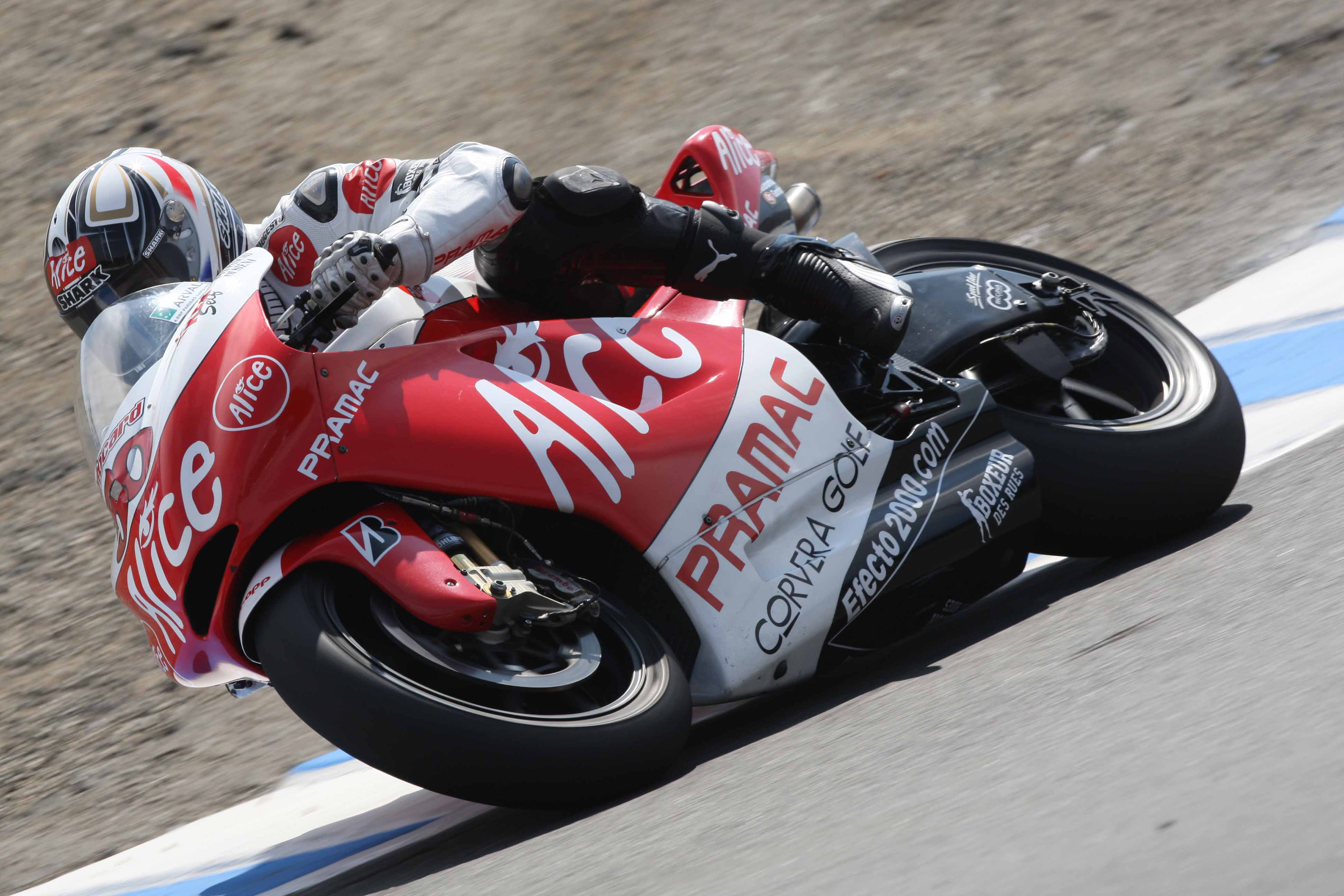
Guintoli a 2008-as amerikai nagydíjon.

Sylvain Guintoli 1982-ben született Montélimar településén, Franciaországban. 2000-ben mutatkozott be a MotoGP-világbajnokság 250 cm³ kategóriában hazai pályán, a Bugatti Circuit-en. Egy Hondával indult Julian da Costa partnereként. A 33 fős mezőny 24. helyére kvalifikálta magát, megelőzve csapattársát, majd a versenyen az első néhány körben mechanikai problémák hátráltatták, ami miatt fel kellett adnia a viadalt.  
2001-re teljes éves szerződést kapott a Équipe du France - Scrab GP Apriliától, ahol Randy de Puniet mellett állt fel a rajtrácsra. Az összetett 14. helyén rangsorolták, legjobb versenyeredménye pedig egy 4. pozíció volt a holland nagydíjról. 
2002-ben a Yamaha igazolta le tesztversenyzőnek, így sehol nem futott teljes évadot. A királykategóriában, a MotoGP cseh nagydíján lehetőséget kapott a Tech 3 csapattól és a 17. helyen intették le.
2003-ra visszatért a 250-esek közé a Campetella Racing Aprilia alkalmazásában, Franco Battaini oldalán. Egész évben közel állt a pontszerzésekhez, első egységeit rögtön a szezonnyitó japán fordulón megszerezte. Egy kiegyensúlyozott és stabil pontszerzést hozó francia és olasz hétvége után Assenben, nedves körülmények között a 3. helyen végzett, nem sokkal lemaradva a futamgyőztes Anthony Westtől és Battainitől. Rióban és Valenciában is erős versenyeken lett 4. Az egyéni rangsorban 10. lett, 104 pontot gyűjtve. 
Az alakulat a 2004-es kiírásban bővítette felállását és a harmadik számú motort Joan Olivé vezette. Közel sem voltak annyira eredményesek, mint a korábbi években, Guintoli is csak egy 7. helyet tudott szerezni Barcelonában. Hármójuk közül Battaini előtte, míg Olivé mögötte zárt a tabellán. 
2005-ben visszatért az Équipe du France GP Scrabhoz, partnere előbb Grégory Leblanc, majd Mathieu Gines lett. Ismételten csak középszerű teljesítményt hozott, de mindkét társát megelőzte egyéniben, ahol a 10. lett, 84 ponttal. Ehhez képest Leblanc 6, Gines 0 ponttal végzett.
2006-ra már valamelyest több esélye volt pódiumra állni, ami végül nem valósult meg. Három kiesésen kívül stabil pontszerző volt és összesen 96-ot szerzett.

### MotoGP
A 250 köbcentis osztályban töltött évei alatt, 2002-ben a Yamaha színeiben már indult MotoGP-futamon, 2007-re pedig teljes idényre megszerezte a Tech 3 Racing. Egy tesztbaleset következtében eltörte a kulcscsontját, ami miatt több hetet kihagyott, ezért sem volt annyira jó fizikai állapotban és képes olyan kimagasló eredményekre. Le Mans-ban a nedves aszfalton kiválóan ment mielőtt elesett, de képes volt később visszatérni még a top10-ben. Motegiben negyedikként hozta be a 800 köbcentis motort, amivel elérte a mai napig legjobb helyezését, ezzel együtt pedig a Dunlopét is egyben. Japán csapattársa, Tamada Makoto 38, ő maga pedig 50 pontot szerzett 18 forduló alatt. 
2008-ban a Pramac Ducaticat versenyeztető Pramac d'Antinhoz igazolt, amelyet Alice Team-re kereszteltek át. Legjobb eredménye egy 7. volt még Németországból és átlagosan a 13. hely környékén ért célba a futamokon, a jerezit kivéve. Az Alice végül viszonylag későn döntött, hogy nem hosszabbítja meg a megállapodását és kénytelen volt távozni a bajnokságból, hogy egyáltalán ülést találjon magának, mivel addigra a MotoGP-ben már egy szabad hely sem maradt.
2011-től kezdve a Suzuki gyári tartalékversenyzőjeként többször helyettesített néhány versenyen.

### Brit Superbike-bajnokság
2009-ben a brit Superbike-szériába szerződött egyedüli résztvevőjeként a Worx Crescent Suzukinak. A nyitányt, Brands Hatch-ben remekül kezdte egy győzelemmel és egy ezüstéremmel. Az Oulton Park-ban szintén az élmezőnyben motorozott és mindkétszer a dobogó legalsó fokára léphetett fel. Az ötödik fordulóhoz érkezve, Doningtonban a verseny előtti edzésen ütközött Josh Brookesszal. Az incidens következtében eltört a sípcsontja és a fibulája. Az orvosok diagnózisa szerint közel a teljes szezon ki kellett hagynia. Augusztus 31-én, a Cadwell Park-ban csatlakozott újra a sorozathoz. Az állandó pontszerzései és néhány dobogója után így is tizenegyediknek rangsorolták az összetettben, megelőzve több teljes-, vagy közel teljes éves indulót. 
2017-ben, nyolc év kihagyás után a Suzuki alkalmazásában újra indult. Az egyetlen, a brit-szigeteken kívüli futam a hollandiai Assenben került lebonyolításra, ahol győzni tudott.

### Superbike-világbajnokság

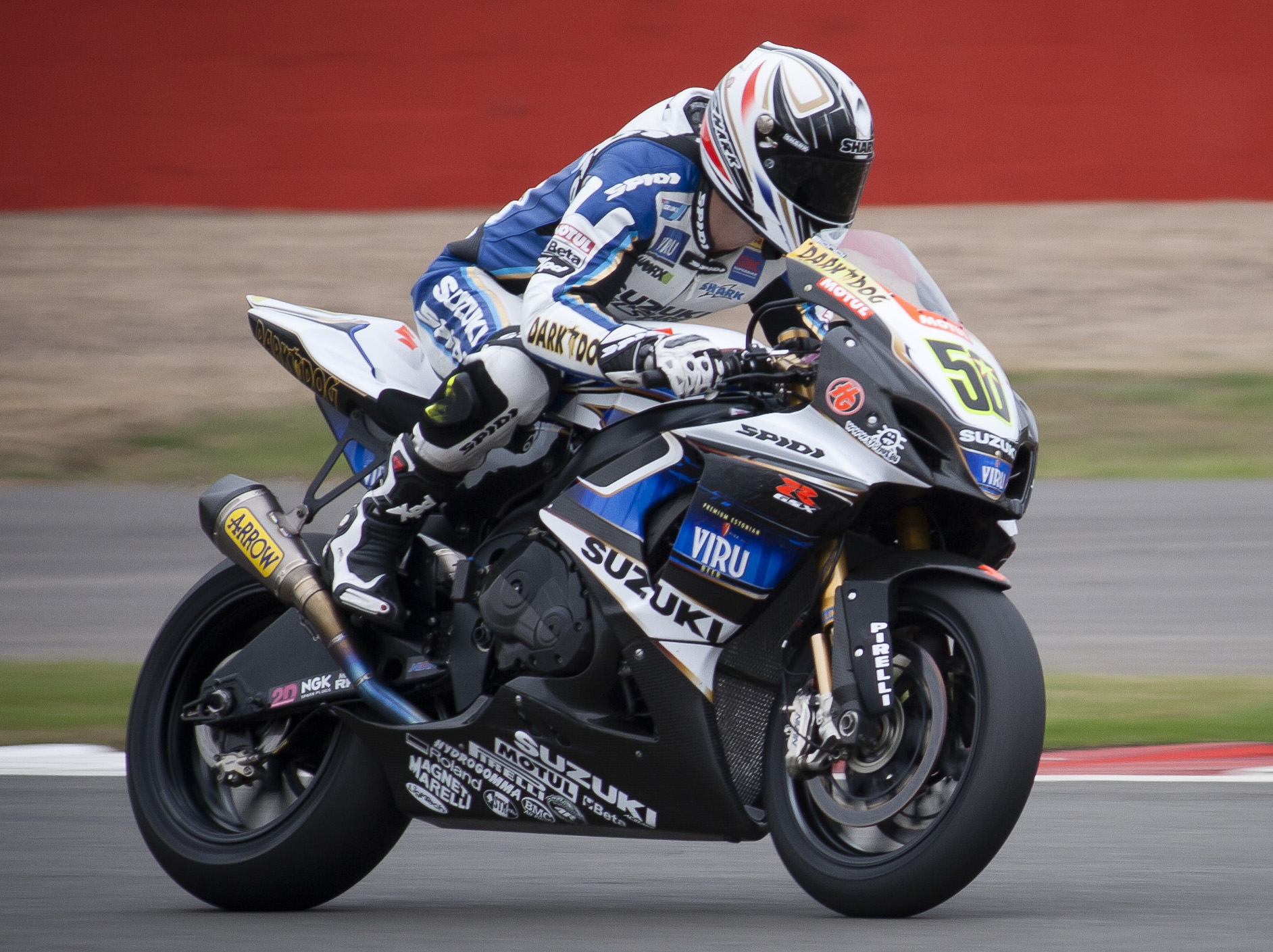
Guintoli 2010-ben, Silverstone-ban.

A 2009-es Superbike-világbajnokság utolsó, portimãói viadalára Max Neukirchner hirtelen elhagyta a Suzukit, hogy csatlakozzon a Hondához, ezért Guintolit nevezték a portugál vb-futamra. Saját teljesítményét gyengének értékelte, mert a 9. lett egy olyan motorral, amellyel Leon Haslam diadalmaskodott. 
2010-re már teljesen csak a világbajnokságban vett részt és minden egyes versenyen stabilan pontokat szerzett. Októberben a Magny-Cours-i első futam közben büntetést szabtak ki rá, amelyet nem teljesített, ezért kizárták a végeredményből. 2010 végén, 2011-re aláírt a cseh székhelyű, Liberty Cz Group által támogatott Liberty Ducatihoz. Mellé a veterán Jakub Smrz-t szerezték meg. Egy évvel később Assenben megszerezte csapata és saját maga első diadalát, majd Silverstone-ban és hazai közönség előtt is felállt a dobogó első helyére. 2013-ban Max Biaggi helyére csatlakozott a gyári Aprilia csapatához és egy győzelemmel Tom Sykes és Eugene Laverty mögött 3. lett összetettben.
2014-ben abszolút dominálva, már a nyitókörben, Phillip Island-on sikert könyvelhetett el, amit még további négy követett. A katari, Losail zárásra 12 pontos hátrányban érkezett, de végül megszerezte a világbajnoki címet, amivel a Superbike első francia győztese lett Raymond Roche 1990-es sikere óta. 2015-re a Pata Honda alakulatához csatlakozott és fiatal csapattársa, Michael Van Der Mark előtt végzett a bajnokságban.
A 2016-os nevezési listára már újra a gyári Yamaha egyik versenyzőjeként került fel. Imolában nagyot bukott és több csontja is eltört. Összesen 10 futam kihagyás után dobogóval búcsúztatta az évet Katarban.

### Endurance
Még 2010 végén bemutatkozott a motoros Hosszútávú-világbajnokságban (FIM EWC) és diadalmaskodott váltótársaival együtt Katarban, hozzásegítve a gyári Suzuki SERT csapatot a gyártói címhez.
2021-ben teljes kiírást futott és Gregg Blackkel, valamint Xavier Siméonnal együtt minden bajnoki címet megszereztek. 2022-ben a Suzukai 8 órás egyik tesztjén bukott, megsérült a bal keze és az Egyesült Királyságba utazott kezeltetni. Emiatt nem tudott indulni bajnoki címvédő és egyik listavezetőként Suzukában és a Bol d'Or 24 óráson sem, valamint nem helyettesíthette Joan Mir-t a MotoGP-ben. Az év közepén a Suzuki bejelentette kivonulását a MotoGP-ből és az Enurance vb-ről is, így Guintoli gyártó nélkül maradt.

## Statisztika

### Teljes MotoGP-eredménysorozata
(Táblázat értelmezése)

(Félkövér: pole-pozícióból indult; dőlt: leggyorsabb kört futott) 

| Év   | Géposztály | Csapat        | 1      | 2      | 3      | 4      | 5      | 6      | 7      | 8      | 9      | 10     | 11     | 12     | 13     | 14     | 15     | 16     | 17     | 18     | 19  | Helyezés | Pont |
| ---- | ---------- | ------------- | ------ | ------ | ------ | ------ | ------ | ------ | ------ | ------ | ------ | ------ | ------ | ------ | ------ | ------ | ------ | ------ | ------ | ------ | --- | -------- | ---- |
| 2000 | 250 cm³    | Honda         | RSA    | MAL    | JPN    | SPA    | FRA Ki | ITA    | CAT    | NED    | GBR    | GER    | CZE    | POR    | VAL    | BRA    | PAC    | AUS    |        |        |     | HN       | 0    |
| 2001 | 250 cm³    | Aprilia       | JPN 15 | RSA 12 | SPA Ki | FRA 14 | ITA Ki | CAT 18 | NED 4  | GBR 7  | GER Ki | CZE 13 | POR Ki | VAL 16 | PAC 16 | AUS Ki | MAL 9  | BRA 11 |        |        |     | 14.      | 44   |
| 2002 | MotoGP     | Yamaha        | JPN    | RSA    | SPA    | FRA    | ITA    | CAT    | NED    | GBR    | GER    | CZE 17 | POR    | BRA    | PAC    | MAL    | AUS    | VAL    |        |        |     | HN       | 0    |
| 2003 | 250 cm³    | Aprilia       | JPN 10 | RSA 9  | SPA Ki | FRA 6  | ITA 5  | CAT 8  | NED 3  | GBR Ki | GER Ki | CZE 8  | POR 7  | BRA 4  | PAC Ki | MAL Ni | AUS Ki | VAL 4  |        |        |     | 10.      | 101  |
| 2004 | 250 cm³    | Aprilia       | RSA 15 | SPA Ki | FRA Ki | ITA 13 | CAT 7  | NED Ki | BRA 12 | GER 10 | GBR 10 | CZE Ki | POR Ki | JPN 19 | QAT 11 | MAL Ki | AUS 8  | VAL Ki |        |        |     | 14.      | 42   |
| 2005 | 250 cm³    | Aprilia       | SPA Ki | POR 8  | CHN 12 | FRA 9  | ITA Ki | CAT 8  | NED 12 | GBR 9  | GER 11 | CZE 10 | JPN 10 | MAL 9  | QAT 9  | AUS 10 | TUR 9  | VAL 14 |        |        |     | 10.      | 84   |
| 2006 | 250 cm³    | Aprilia       | SPA 9  | QAT 6  | TUR 6  | CHN 12 | FRA 9  | ITA 11 | CAT 8  | NED Ki | GBR 8  | GER 10 | CZE 8  | MAL 7  | AUS Ki | JPN Ki | POR 8  | VAL 10 |        |        |     | 9.       | 96   |
| 2007 | MotoGP     | Tech 3 Yamaha | QAT 15 | SPA 15 | CHN 15 | TUR 13 | FRA 10 | ITA 14 | CAT 14 | GBR 16 | NED 14 | GER Ki | USA 13 | CZE 13 | RSM 12 | POR 14 | JPN 4  | AUS 14 | MAL 19 | VAL 11 |     | 16.      | 50   |
| 2008 | MotoGP     | Pramac Ducati | QAT 15 | SPA 16 | POR 15 | CHN 15 | FRA 13 | ITA 11 | CAT 13 | GBR 13 | NED 10 | GER 6  | USA 12 | CZE 12 | RSM 11 | IND 7  | JPN 14 | AUS 14 | MAL 13 | VAL 12 |     | 13.      | 67   |
| 2011 | MotoGP     | Ducati        | QAT    | SPA    | POR    | FRA    | CAT    | GBR    | NED    | ITA    | GER 17 | USA    | CZE    | IND    | RSM    | ARA    | JPN    | AUS    | MAL    | VAL    |     | HN       | 0    |
| 2017 | MotoGP     | Suzuki        | QAT    | ARG    | AME    | SPA    | FRA 15 | ITA 17 | CAT 17 | NED    | GER    | CZE    | AUT    | GBR    | RSM    | ARA    | JPN    | AUS    | MAL    | VAL    |     | 27.      | 1    |
| 2018 | MotoGP     | Suzuki        | QAT    | ARG    | AME    | SPA    | FRA    | ITA    | CAT Ki | NED    | GER    | CZE 19 | AUT    | GBR    | RSM    | ARA    | THA    | JPN 21 | AUS    | MAL    | VAL | 31.      | 0    |
| 2019 | MotoGP     | Suzuki        | QAT    | ARG    | AME    | SPA    | FRA    | ITA    | CAT 13 | NED    | GER    | CZE 20 | AUT    | GBR 12 | RSM    | ARA    | THA    | JPN 20 | AUS    | MAL    | VAL | 25.      | 7    |

### Teljes Superbike-világbajnokság eredménylistája
(Táblázat értelmezése)

(Félkövér: pole-pozícióból indult; dőlt: leggyorsabb kört futott) 

| Év   | Motor    | 1   | 1   | 2   | 2   | 3   | 3   | 4   | 4   | 5   | 5   | 6   | 6   | 7   | 7   | 8   | 8   | 9   | 9   | 10  | 10  | 11  | 11  | 12  | 12  | 13  | 13  | 14  | 14  | Helyezés | Pont  |
| Év   | Motor    | R1  | R2  | R1  | R2  | R1  | R2  | R1  | R2  | R1  | R2  | R1  | R2  | R1  | R2  | R1  | R2  | R1  | R2  | R1  | R2  | R1  | R2  | R1  | R2  | R1  | R2  | R1  | R2  | Helyezés | Pont  |
| 2009 | Suzuki   | AUS | AUS | QAT | QAT | ESP | ESP | NED | NED | ITA | ITA | RSA | RSA | USA | USA | SMR | SMR | GBR | GBR | CZE | CZE | GER | GER | ITA | ITA | FRA | FRA | POR | POR | 33.      | 6     |
| ---- | -------- | --- | --- | --- | --- | --- | --- | --- | --- | --- | --- | --- | --- | --- | --- | --- | --- | --- | --- | --- | --- | --- | --- | --- | --- | --- | --- | --- | --- | -------- | ----- |
| 2009 | Suzuki   |     |     |     |     |     |     |     |     |     |     |     |     |     |     |     |     |     |     |     |     |     |     |     |     |     |     | Ki  | 10  | 33.      | 6     |
| 2010 | Suzuki   | AUS | AUS | POR | POR | ESP | ESP | NED | NED | ITA | ITA | RSA | RSA | USA | USA | SMR | SMR | CZE | CZE | GBR | GBR | GER | GER | ITA | ITA | FRA | FRA |     |     | 7.       | 197   |
| 2010 | Suzuki   | 6   | 4   | 13  | 9   | 9   | 6   | 14  | 13  | 10  | 7   | 10  | 15  | 8   | 6   | 5   | 6   | 4   | 7   | 12  | 7   | 8   | 6   | 9   | 8   | Kiz | 4   |     |     | 7.       | 197   |
| 2011 | Ducati   | AUS | AUS | EUR | EUR | NED | NED | ITA | ITA | USA | USA | SMR | SMR | ESP | ESP | CZE | CZE | GBR | GBR | GER | GER | ITA | ITA | FRA | FRA | POR | POR |     |     | 6.       | 210   |
| 2011 | Ducati   | Ki  | Ni  | 11  | 11  | Ki  | 10  | 12  | 7   | 3   | 7   | 7   | 7   | 11  | 11  | 20  | 9   | 6   | 6   | 6   | 2   | 6   | 7   | 6   | 5   | 2   | 5   |     |     | 6.       | 210   |
| 2012 | Ducati   | AUS | AUS | ITA | ITA | NED | NED | ITA | ITA | EUR | EUR | USA | USA | SMR | SMR | ESP | ESP | CZE | CZE | GBR | GBR | RUS | RUS | GER | GER | POR | POR | FRA | FRA | 7.       | 213,5 |
| 2012 | Ducati   | 3   | Ki  | Ki  | 11  | 1   | 2   | T   | Ni  | 8   | 5   | 12  | 10  | 8   | Ki  | 12  | 13  |     |     | 16  | 1   | Ki  | 11  | 6   | 10  | 3   | 4   | 1   | 3   | 7.       | 213,5 |
| 2013 | Aprilia  | AUS | AUS | ESP | ESP | NED | NED | ITA | ITA | EUR | EUR | POR | POR | ITA | ITA | RUS | RUS | GBR | GBR | GER | GER | TUR | TUR | USA | USA | FRA | FRA | ESP | ESP | 3.       | 402   |
| 2013 | Aprilia  | 1   | 2   | 2   | 2   | 3   | 6   | 4   | 4   | 3   | 2   | 2   | 2   | Ki  | 3   | 6   | T   | 4   | 6   | 4   | 5   | 4   | 3   | 5   | 5   | 2   | 3   | 4   | 3   | 3.       | 402   |
| 2014 | Aprilia  | AUS | AUS | ESP | ESP | NED | NED | ITA | ITA | GBR | GBR | MAL | MAL | ITA | ITA | POR | POR | USA | USA | ESP | ESP | FRA | FRA | QAT | QAT |     |     |     |     | 1.       | 416   |
| 2014 | Aprilia  | 3   | 1   | 6   | 4   | 1   | 9   | 5   | 3   | 7   | 3   | 2   | 2   | 5   | 4   | 2   | 7   | 2   | 2   | 2   | 2   | 1   | 2   | 1   | 1   |     |     |     |     | 1.       | 416   |
| 2015 | Honda    | AUS | AUS | THA | THA | ESP | ESP | NED | NED | ITA | ITA | GBR | GBR | POR | POR | SMR | SMR | USA | USA | MAL | MAL | ESP | ESP | FRA | FRA | QAT | QAT |     |     | 6.       | 218   |
| 2015 | Honda    | 7   | 5   | 5   | 6   | 9   | Ki  | 8   | 7   | 5   | Ki  | 8   | 8   | 5   | 6   | 9   | 9   | 7   | Ki  | 4   | 4   | 10  | 9   | 3   | 6   | 10  | 5   |     |     | 6.       | 218   |
| 2016 | Yamaha   | AUS | AUS | THA | THA | ESP | ESP | NED | NED | ITA | ITA | GBR | GBR | ITA | ITA | USA | USA | GER | GER | POR | POR | FRA | FRA | ESP | ESP | QAT | QAT |     |     | 11.      | 141   |
| 2016 | Yamaha   | 6   | 5   | 7   | 6   | 9   | 10  | Ki  | 11  | Ni  | Ni  |     |     |     |     |     |     |     |     | 9   | 5   | 9   | 8   | 6   | 5   | 3   | 4   |     |     | 11.      | 141   |
| 2017 | Kawasaki | AUS | AUS | THA | THA | ESP | ESP | NED | NED | ITA | ITA | GBR | GBR | ITA | ITA | USA | USA | GER | GER | POR | POR | FRA | FRA | ESP | ESP | QAT | QAT |     |     | 18.      | 34    |
| 2017 | Kawasaki |     |     |     |     |     |     |     |     |     |     |     |     |     |     |     |     |     |     |     |     |     |     | 6   | 8   | 8   | 8   |     |     | 18.      | 34    |

### Teljes FIM Endurance World Championship eredménylistája
| Év   | Csapat               | Motor  | 1     | 2      | 3       | 4       | 5     | Helyezés | Pont  |
| ---- | -------------------- | ------ | ----- | ------ | ------- | ------- | ----- | -------- | ----- |
| 2010 | Suzuki SERT          | Suzuki | LMS   | ALB    | SUZ     | BOL     | DOH 1 | 1.[A]    | 30    |
| 2021 | Yoshimura SERT Motul | Suzuki | LMS 1 | EST 12 | BOL 1   | CZE 3   |       | 1.       | 175,5 |
| 2022 | Yoshimura SERT Motul | Suzuki | LMS 1 | SPA 4  | SUZ Sér | BOL Sér |       | 2.       | 130   |

### Teljes Szuzukai 8 órás verseny-eredménysorozata
| Év   | Csapat                                 | Csapattárs                          | Motor             | Helyezés |
| ---- | -------------------------------------- | ----------------------------------- | ----------------- | -------- |
| 2017 | Yoshimura Suzuki Motul Racing          | Josh Brookes Cuda Takuja            | Suzuki GSX-R1000  | 7.       |
| 2018 | Yoshimura Suzuki Motul Racing          | Bradley Ray Cuda Takuja             | Suzuki GSX-R1000  | 10.      |
| 2019 | Yoshimura Suzuki Motul Racing          | Vatanabe Kadzuki Kagajama Júkio     | Suzuki GSX-R1000  | 5.       |
| 2023 | Yoshimura Suzuki Endurance Racing Team | Gregg Black Etienne Masson          | Suzuki GSX-R1000R | 12.      |
| 2024 | BMW Motorrad World Endurance Team      | Illja Mihalcsik Markus Reiterberger | BMW M1000RR       | 5.       |